# Ланжерон, Александр Фёдорович
Граф Алекса́ндр Фёдорович Ланжеро́н (Луи-Александр Андро-де-Ланжерон; фр. Louis Alexandre Andrault, comte de Langéron; 13 [24] января 1763, Париж — 4 [16] июля 1831, Санкт-Петербург) — русский военный и государственный деятель французского происхождения, генерал от инфантерии (1811), участник наполеоновских войн, генерал-губернатор Новороссии и Бессарабии (1815–1822), много способствовавший обустройству Одессы.

## Военная карьера
Происходил из аристократического французского рода Андро, известного с начала XIV века. До эмиграции носил фамилию Андро и титулы: графа де Ланжерон, маркиза де ла Косс, барона де Куньи, де ла Ферте, де Сасси, сеньора дю Мон и так далее. После прибытия в Россию, старший из его титулов был перетрактован, как фамилия. 
На военной службе во Франции находился с 1779 года. В 1782 посвящён в масоны. В 1782 году в чине подпоручика на корабле «Aigle» отправился из Ларошели в Новый Свет, где принял участие в войне за независимость США на стороне американцев.
После революции становится эмигрантом. Из полковников французской армии принят на российскую службу тем же чином 7 мая 1790 в Сибирский гренадерский полк. Участвовал волонтёром в войне со Швецией 1788—1790. За сражение под Бьёрком был 8 сентября 1790 награждён орденом Св. Георгия 4-го класса. Участник войны с Турцией. В 1790 отличился при штурме Измаила, в 1791 — под Мачином.
По повелению Екатерины II служил в австрийских войсках, принимал участие в сражениях против французских республиканцев под Мобежем, Шарлеруа, Маастрихтом. 30 июля 1795 года определён в Малороссийский гренадерский полк, 28 июня 1796 года произведён в бригадиры, 22 мая 1797 года — в генерал-майоры с назначением шефом Уфимского мушкетёрского полка. 25 октября 1798 года был пожалован в генерал-лейтенанты. С 13 мая 1799 года состоял шефом Ряжского мушкетёрского полка.
В 1799 году принял русское подданство. Павлом I был возведён в графское достоинство. Ланжерон навлекал на себя немилость Александра I три раза — в первый раз это было в 1805 году, за неудачные манёвры под Аустерлицем (ему было предложено тогда подать в отставку, но вскоре он был восстановлен в чинах и званиях). С 12 августа 1800 года по 1805 год он был инспектором инфантерии Брестской инспекции.
Командовал корпусом в русско-турецкой войне 1806—1812. 29 августа 1809 года в сражении при Фрасине разбил авангард армии верховного визиря у крепости Журжа, участвовал в блокаде Силистрии. За победу у д. Дерекиой был 19 сентября 1810 года награждён орденом Св. Георгия 3-го класса. С 7 августа 1810 года — начальник 22-й дивизии. Командовал Молдавской армией во время болезни и после смерти генерала Н. М. Каменского — до прибытия М. И. Кутузова. 22 августа 1811 года произведён в генералы от инфантерии за сражение при Рущуке.
В начале 1812 года командовал 1-м корпусом Дунайской армии адмирала П. В. Чичагова. В ходе Отечественной войны участвовал в сражениях у Брест-Литовска, на Березине, затем преследовал неприятеля до Вислы.
В 1813 году находился при взятии Торна (11 марта 1813 года награждён орденом Св. Георгия 2-го класса). В сражении при Кенигсварте, где командовал левым флангом войск, отбил у неприятеля пять орудий и взял в плен четырёх генералов и 1200 нижних чинов. Участвовал в битве при Бауцене. С августа находился с корпусом в составе Силезской армии и участвовал в сражениях под Зибенейхеном, Левенбергом, Гольдбергом, при Кацбахе, Гартау и Бишофсверде. В Лейпцигском сражении 5 октября атаковал левое крыло неприятеля, а 7 октября войска его корпуса ворвались в город и гнали неприятеля до Люценских ворот. За участие во всех этих делах в октябре 1813 года пожалован Александром I званием генерала, состоящего при Особе Его Величества и шифром (императорским вензелем) на эполеты.
В январе 1814 года вступил с войсками во Францию, отличился при Суассоне, под Краоном и Лаоном, при взятии Реймса, командовал всей кавалерией под Фер-Шампенуазом. После взятия Парижа Александр I при встрече с Ланжероном сказал: «M. le Comte, vous avez perdu cela à la hauteur de Monmartre, et je l’ai trouvé» («Господин граф, это Вы потеряли на высотах Монмартра, а я нашёл») — и вручил ему орден Святого Андрея Первозванного.
16 ноября 1815 года назначен херсонским военным губернатором, градоначальником Одессы и управляющим по гражданской части Екатеринославской, Херсонской и Таврической губерний.
С 1 июля 1826 — член Верховного уголовного суда над декабристами. 11 февраля 1829 года назначен шефом Ряжского пехотного полка. Участник русско-турецкой войны 1828–29.
Умер в Санкт-Петербурге от разразившейся в 1831 году эпидемии холеры. Похоронен в Одессе в католическом соборе Успения.

## Ланжерон в Одессе

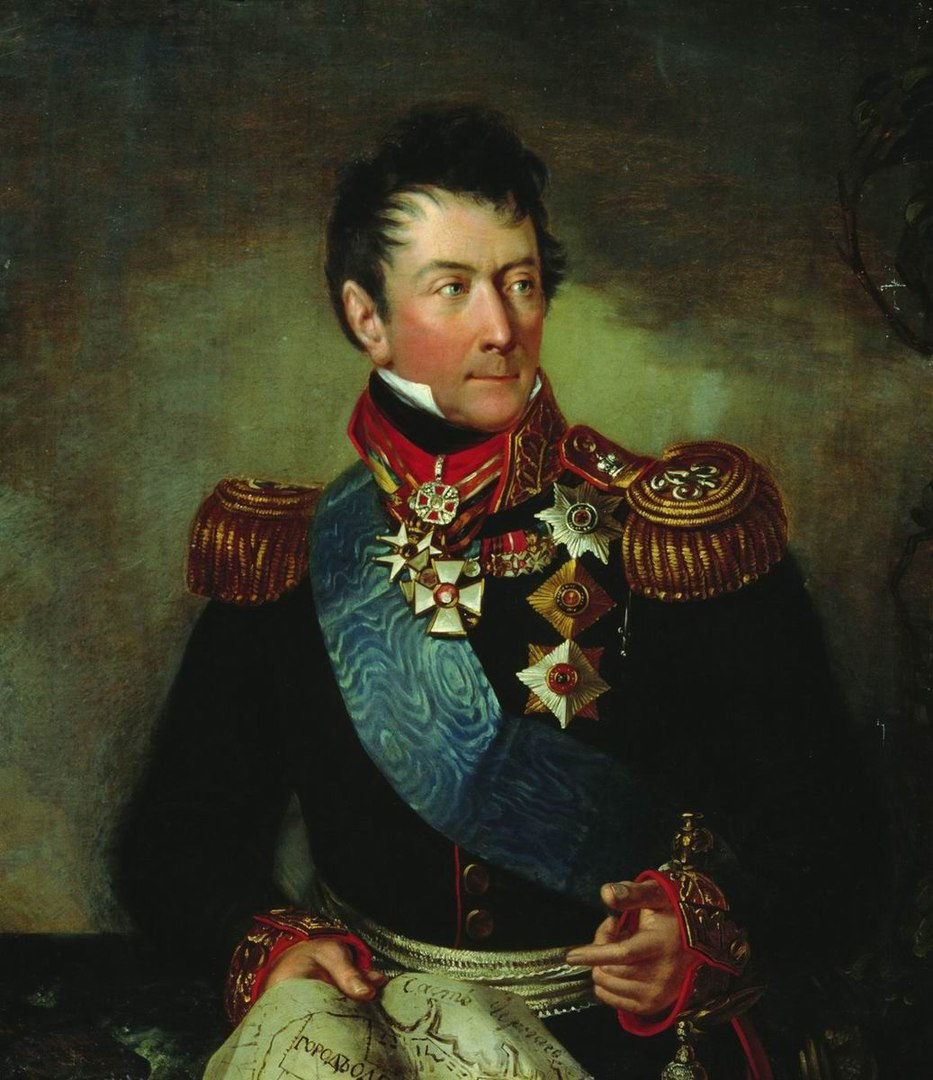
Портрет работы Карла Рейхеля, 1819 г.

В 1815 году Ланжерон сменил герцога Ришельё в качестве генерал-губернатора Новороссии и Бессарабии. В Одессе граф воплотил в жизнь ряд важных начинаний, задуманных ранее герцогом, одним из которых было введение порто-франко. При нём же появилась и первая городская газета — «Мессаже де ля Руси меридиональ», было открыто заведение минеральных вод в городском саду, разбит ботанический сад, сыгравший огромную роль в озеленении как собственно Одессы, так и всего края. К числу наиболее значительных деяний Ланжерона в Одессе, относится открытие в 1817 Ришельевского лицея, второго в России после Царскосельского. Правда, эту честь с ним разделил герцог Ришельё, лично обратившийся в Париже к Александру I с просьбой разрешить преобразование Одесского благородного института в лицей.
В 1818 году Ланжерон подал императору проект об отмене табели о рангах, чем снова навлёк немилость и вынужден был в 1820 году оставить должность одесского градоначальника, оставаясь новороссийским генерал-губернатором до мая 1823 года, когда в третий раз попал в немилость. У современников сложилось следующее мнение относительно Александра Фёдоровича: «храбрый генерал, добрый правдивый человек, но рассеянный, большой балагур и вовсе не администратор».
Оставил о себе в Одессе добрую память. Его дом, со знаменитыми пушками у входа, давший название Ланжероновской улице, долгое время служил одной из ярких одесских достопримечательностей, не говоря уже о тех десятках забавных легенд и анекдотических историй, связанных с жизнью его хозяина. До наших дней сохранилась триумфальная арка, ведшая на дачу графа, именуемая одесситами аркой Ланжерона и открывающая ныне дорогу на пляж его имени. Это память о человеке незаурядном и, несмотря на суровость его жизни, остроумном и обаятельном, который искренне любил Одессу, сделал для её процветания то, что было в его силах, а потому оставшийся почитаемым для всех последующих поколений одесситов.
Член ложи Эвксинского Понта в Одессе, один из Великих Официалов Великой Провинциальной Ложи.

## Творчество
Во время французской революции Ланжерон, будучи в Лондоне, писал для французских газет и сочинил несколько пьес («Масаниэлла», «Розамонда», «Мария Стюарт») и одну комедию («Притворное столкновение»), поставленную в 1789 году. Брифо, который познакомился с Ланжероном во Франции незадолго до отъезда того в Россию, продолжал переписываться с ним до своей смерти.
Ланжерон вёл дневник в каждую из военных кампаний, в которых ему довелось участвовать. Эти дневники, пестрящие множеством деталей и анекдотов, сохранили для истории его яркую, живую, а иногда и весьма субъективную, оценку событий. Также оставил обширные мемуары на французском языке. Вдова его переслала все бумаги мужа и записки в Государственный архив Франции.

## Ланжерон и Пушкин
Ссыльный Пушкин бывал в доме Ланжерона на оконечности нынешнего парка Шевченко. По словам издателя журнала «Русский архив» П. И. Бартенева:
Ланжерон мучил Пушкина чтением своих стихов и трагедий. Лёгкомыслие его простиралось до такой степени, что опальному тогда А. С. Пушкину давал читать он письма, которые в царствование Павла получал от Александра Павловича, будущего императора Александра I.
Ланжерон просил Пушкина прочитать его трагедию «Мазаниелло, или Неаполитанская революция» и настойчиво выспрашивал мнение о ней. Но эту невинную слабость можно простить графу.
Что касается писем, возможно, умудрённый опытом сановник сумел разглядеть в молодом поэте заинтересованного и, что немаловажно, надёжного собеседника. В октябре 1823 года Пушкин передаёт П. А. Вяземскому мнение Ланжерона о брошюре А. С. Стурдзы, пребывавшего тогда в Одессе.
Дружеские отношения Пушкина и Ланжерона не прервались с отъездом графа из Одессы в мае 1824 года и поддерживались и в Петербурге. В списке лиц, которым поэт собирался разослать свои визитные карточки к новому 1830 году, значится А. Ф. Ланжерон.
Знаком был Пушкин с женой Ланжерона Елизаветой Адольфовной и с его побочным сыном Ф. А. Андро. За него в 1840 году вышла замуж Анна Оленина, к которой двенадцатью годами ранее безуспешно сватался сам поэт. «Пушкин во время жизни в Одессе часто встречался с его (Андро) отцом, и мог ли он думать, что так сложится жизнь!» — писал одесский искусствовед И. С. Зильберштейн в статье «Парижские находки».

## Исторические анекдоты
Имеются многочисленные исторические анекдоты, иллюстрирующие ставшую притчей во языцех рассеянность, остроумие и язвительность Ланжерона.
- В Аустерлицкую кампанию 1805 года Ланжерон, раздражённый поведением Буксгевдена, который опирался на инструкции Генерального штаба, не обращая внимания на конкретные обстоятельства, и который говорил ему: «Вам везде чудятся враги, мой друг!» — резко ответил: «А вы, Ваше Высочество, не в состоянии нигде разглядеть никакого врага!» — и попал в немилость[13][14].

- У Ланжерона была маленькая собачка моська, сердечная привязанность. Г-жа Траполи пришла к нему по делу, и он был так рассеян, что взял её за подбородок и сказал ей: «Моська, о моська»[15].
- Подчинённому, который во время сражения неточно исполнил данный ему приказ, Ланжерон сказал: «Ви пороху нье боитесь, но зато ви его нье видумали»[15].
- Однажды во время своего начальства в Одессе был он недоволен русскими купцами и собрал их к себе, чтобы сделать им выговор. Вот начало его речи к ним: «Какой ви негоцьянт, ви маркитант; какой ви купец, ви овец» — и движением руки показал козлиную бороду[15].
- В 1828 году, во время турецкой войны, Ланжерон состоял главнокомандующим придунайских княжеств; однажды после довольно жаркого дела, совсем в сумерки, в кабинет к нему врывается плотно закутанная в чёрный плащ и с густым вуалем на лице какая-то незнакомая ему дама, бросается ему на шею и шёпотом, начинает говорить ему, что она его обожает и убежала, пока мужа нет дома, чтобы:

во-первых, с ним повидаться,
во-вторых, напомнить ему, чтобы он не забыл попросить главнокомандующего о том, что вчера было между ними условленно.
Ланжерон тотчас же сообразил, что дама ошибается, принимает его, вероятно, за одного из подчинённых, но, как истый волокита, не разуверил свою посетительницу, а, напротив, очень успешно разыграл роль счастливого любовника; как и следовало ожидать, всё разъяснилось на другой же день, но от этого Ланжерон вовсе не омрачился, и, встретив несколько дней спустя свою посетительницу, которая оказалась одной из самых хорошеньких женщин в Валахии, он любезно подошёл к ней и с самой утончённой любезностью сказал ей, что он передал главнокомандующему её поручение и что тот в её полном распоряжении.
Дама осталась очень довольна, но адъютант, говорят, подал в отставку.
- Пушкин в письме Е. М. Хитрово от 19/24 мая 1830 года очень тепло вышучивает плохое знание Ланжероном русского языка: «Я питаю отвращение к делам и к des boumagui, как выражается граф Ланжерон»[17].
- Ланжерон упомянут Львом Толстым в романе «Война и мир»: «Ближе всех к Вейротеру сидел граф Ланжерон и с тонкой улыбкой южного французского лица, не покидавшей его во всё время чтения, глядел на свои тонкие пальцы, быстро перевёртывавшие за углы золотую табакерку с портретом. В середине одного из длиннейших периодов он остановил вращательное движение табакерки».

## Семья

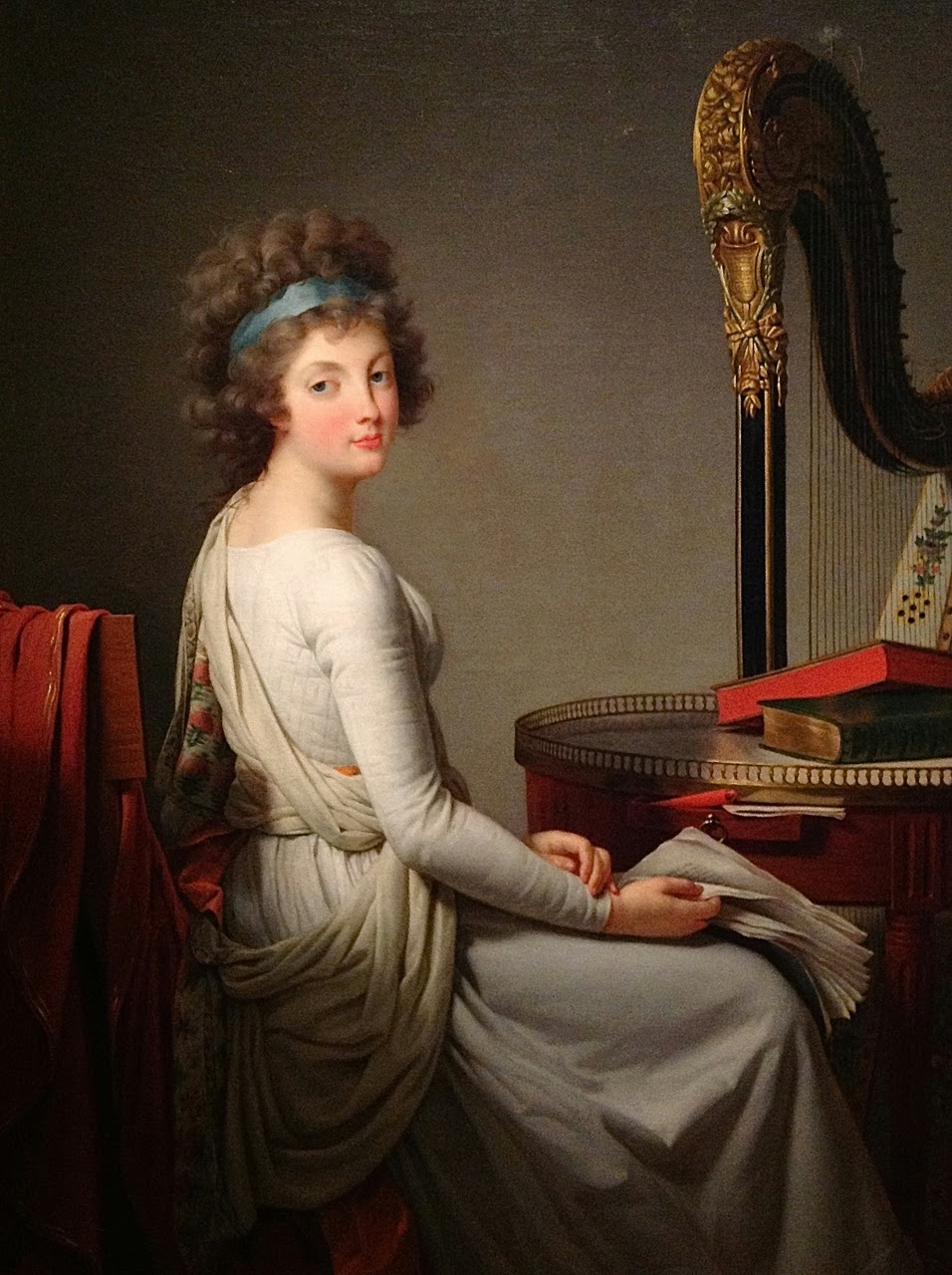
Мария-Диана де Ланжерон на портрете Роза Дюкрё (1790)

Ланжерон был трижды женат, но законных детей не имел:
1. жена (с 22 мая 1784 года) — Мари-Диана Маньяр де ля Вопалье (†1800), дочь маркиза Пьера Шарля Этьена де ля Вопальера. По словам Ланжерона, их разлучила революция, она не последовала за мужем в Россию, когда он в 1790 году поступил на русскую службу.
2. жена (с 1804 года) — Анастасия Петровна Трубецкая (†1817), дочь князя П. Н. Трубецкого, в первом браке была (с 9 ноября 1795 года)[18] за майором Павлом Васильевичем Кашинцовым. По словам самого Ланжерона, она была «столь же некрасивая, сколь богатая»[19] и женился он «на дереве», имея в виду фамильное древо своей жены. Была пожалована (28 января 1811 года) в кавалерственные дамы ордена Св. Екатерины (малого креста).
3. жена (с 1819 года) — Елизавета (Луиза) Адольфовна Бриммер (1799 — 27.10.1873)[20], дочь полковника, за заслуги мужа была пожалована (22 августа 1826 года) в кавалерственные дамы ордена Св. Екатерины (малого креста). По отзыву современников, графиня Ланжерон «была стройная и свежая женщина, но не отличалась умением поддерживать разговор и не была утончённого воспитания, однако, невзирая на неравенство годов между нею и мужем, никаких непохвальных слухов о ней не ходило»[21]. «Мне не случалось видеть, — вспоминал Вигель, — красивого лица, столь угрюмого, как у графини Ланжерон; прекрасные глаза её были даже выразительны, но она не чувствовала того, что они выражали; холодна, как лёд, она редко с кем открывала уста; довольствуясь наружным уважением, она ничего более не требовала. Когда она сопровождала своего мужа в Париж, ей было душно в Сен-Жерменском поместье, и она всё вздыхала по Одессе. Повинуясь только её воле, решился граф воротиться без службы в Одессу, где впрочем был у него дом и хутор»[22]. Вместе с мужем была знакома с А. С. Пушкиным. Овдовев, проживала постоянно в Одессе и, по словам публициста К. А. Скальковского, в старости «пила мёртвую чашу и, напившись, иногда, садилась на одну из пушек и кричала благим матом»[23]. Похоронена на Первом городском кладбище в Одессе.

У Ланжерона было двое внебрачных детей от брестской красавицы Ангелы Дзержановской:
- Диана (1816—1849)
- Фёдор Александрович Андро (1804—1885), которого он узаконил и которому дал свою фамилию (Андро). Указом короля Франции от 2 апреля 1822 года Фёдор Александрович получил французское дворянство. Полковник лейб-гвардии Гусарского полка, сенатор. Жена сына — Анна Оленина.

## Награды

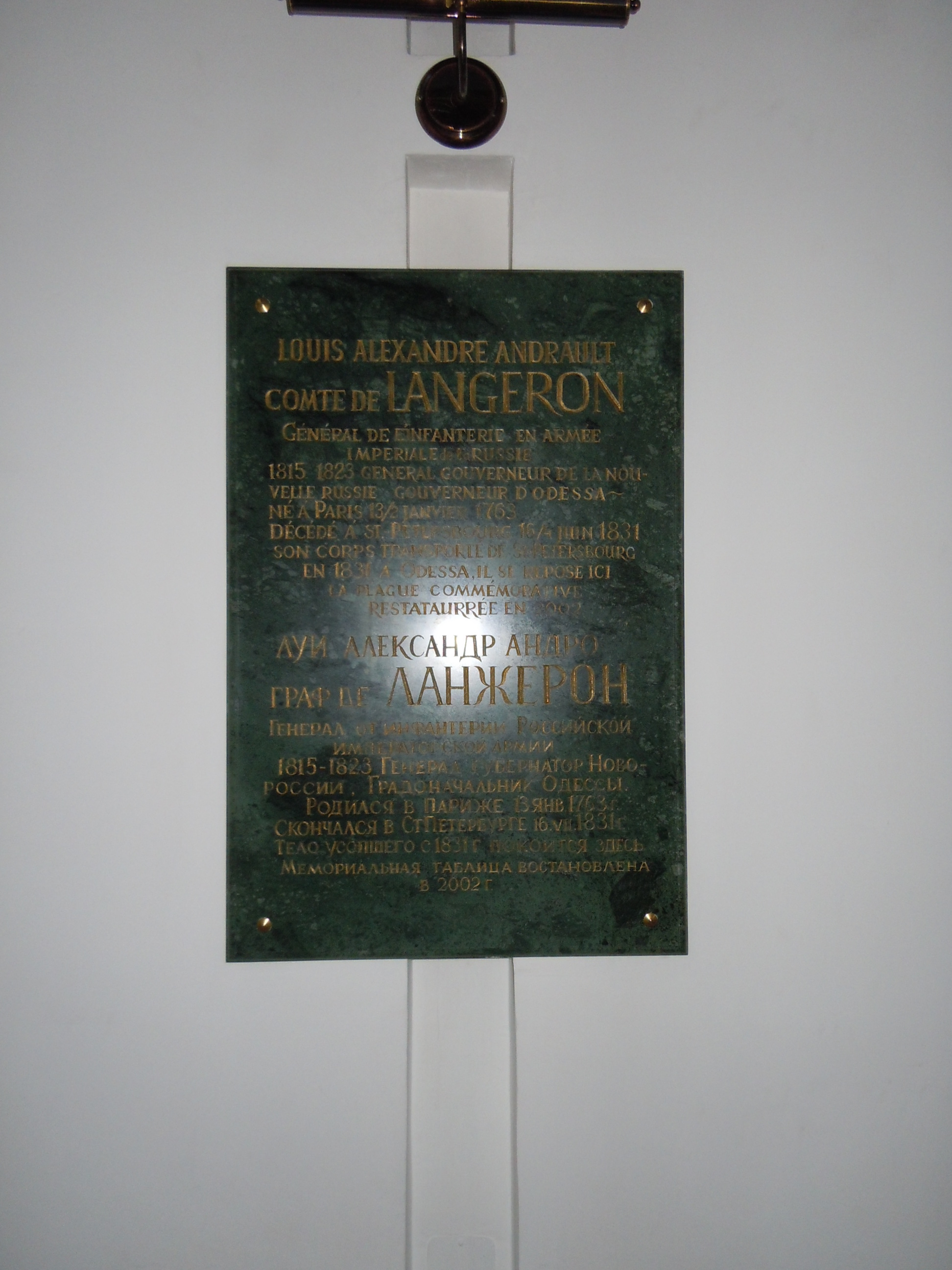
Мемориальная доска над могилой Ланжерона в Успенском соборе

- Орден Святого апостола Андрея Первозванного (03.05.1814)
- Алмазные знаки к ордену Святого апостола Андрея Первозванного (06.12.1826)
- Орден Святого Георгия 2-го класса (11.03.1813)
- Орден Святого Георгия 3-го класса (19.09.1810)
- Орден Святого Георгия 4-го класса (08.09.1790)
- Орден Святого Владимира 1-й степени (1811)
- Орден Святого Владимира 3-й степени (1807) [24]
- Орден Святого Александра Невского (1810)
- Алмазные знаки к ордену Святого Александра Невского (1813)
- Орден Святой Анны 1-й степени (1799)
- Орден Святого Иоанна Иерусалимского, почётный кавалер (1801)
- Крест «За взятие Измаила»
- Золотая шпага «За храбрость» (1790)[25].

Иностранные:
- Прусский орден Чёрного орла (1813)
- Прусский орден Красного орла 1-го класса (1813)
- Австрийский Военный орден Марии Терезии, кавалер (1814)
- Французский орден Святого Людовика
- Французский орден Лилии
- Шведский орден Меча, большой крест (06.01.1814)[26]
- Американский орден Цинцинната

## Образ в кино
- «Битва при Аустерлице» (Франция, Италия, Югославия, 1960) — актёр Пьер Табар[фр.]